# Rectoria Nova (Sant Joan de les Abadesses)
La Rectoria Nova és una rectoria de Sant Joan de les Abadesses (Ripollès) inclosa a l'Inventari del Patrimoni Arquitectònic de Catalunya.

## Descripció
Es tracta d'un edifici de planta baixa i dos pisos que acull la rectoria nova i que es troba entre la Capella dels Dolors i el Centre Catòlic. És de parets de càrrega i coberta a dues aigües, amb teules àrabs. Al segon pis es troba un porxo orientat a migdia, que dona accés al claustre. L'arquitecte Duran va construir una galeria porxada a la planta baixa, a la part posterior de l'immoble, que donava a un jardí anomenat «del Centre» que anteriorment havia estat un lloc d'esbarjo de l'edifici. Durant els anys 80 del segle xx s'amplià el terrat del primer pis, tot cobrint el jardí i integrant la galeria porxada en un espai tancat (l'anomenada «Sala del Bisbe»).